# Fêlés
Pour plus de détails, voir Fiche technique et Distribution.
Fêlés est une comédie française réalisée par Christophe Duthuron et sortie en 2024.

## Synopsis
L'Arc-en-ciel est un authentique lieu associatif à Marmande qui accueille des personnes ordinaires mais violentées par la vie. Quand on menace de les expulser, un élan de solidarité s'organise autour de Pierre, le fondateur, pour sauver cette maison.

## Fiche technique
Sauf indication contraire, les informations mentionnées dans cette section peuvent être confirmées par les bases de données cinématographiques IMDb et Allociné,  présentes dans la section « Liens externes ».
- Titre original : Fêlés
- Réalisation : Christophe Duthuron
- Scénario : Christophe Duthuron, Alfred Lot et Christophe Carrière
- Décors : Margaux Memain
- Costumes : Agnès Noden
- Photographie : Pierric Gantelmi d'Ille
- Son : Antoine Deflandre
- Montage : Jeanne Kef
- Production : Isaac Sharry
- Société de production : Vito Films
- Société de distribution : Pan Distribution
- Budget : 2,3 millions d'euros
- Pays de production :  France
- Langue originale : français
- Format : couleur — 2,35:1
- Genre : comédie
- Durée : 91 minutes (1 h 31)
- Date de sortie :
  - France : 28 août 2024[2]

## Distribution
Sauf indication contraire, les informations mentionnées dans cette section peuvent être confirmées par les bases de données cinématographiques IMDb et Allociné,  présentes dans la section « Liens externes ».
- Charlotte de Turckheim : Madame Larrieu
- Bernard Le Coq : Daniel
- Pierre Richard : Pierre
- Méliane Marcaggi : Célaine
- François Berléand : le directeur de l'usine
- Émilie Caen : Louise
- Ricardo Lo Giudice : Ricardo
- Fred Blin : Fred
- Patrick de Valette : Patrick
- Matthieu Pillard : Matthieu
- Matthieu Chedid : lui-même[3]
- Mona Caroff : Mona
- Christian Mazzuchini : François Tosquelles
- Arthur Jugnot : un organisateur de Garorock
- Loïc Legendre
- Patrick Ligardes : le banquier
- Flavie Péan : émissaire dep. 1 nord